# 茶黃毒蛾
茶黃毒蛾（学名：Euproctis varians）为毒蛾科黃毒蛾屬下的一个种。